# Westwood Lakes, Florida
Westwood Lakes är en ort (CDP) i Miami-Dade County, i delstaten Florida, USA. Enligt United States Census Bureau har orten en folkmängd på 11 838 invånare (2010) och en landarea på 4,3 km².